# Bob Gaudio
Bob Gaudio (* 17. November 1942 in New York City, New York) ist ein US-amerikanischer Sänger, Keyboarder, Songwriter und Musikproduzent, der vor allem als Mitglied der Band The Four Seasons bekannt wurde.

## Leben
Bob Gaudio wuchs in der Bronx auf und spielte schon als Teenager Klavier in der Popgruppe The Royal Teens, die sich vorher The Royal Tones nannte, bis sie entdeckte, dass es bereits eine Instrumentalgruppe gleichen Namens gab. 1958 hatte die Band mit Short Shorts einen Nummer-3-Hit, der von Gaudio komponiert worden war. Nachdem sich die Band 1960 getrennt hatte, schloss er sich den Four Seasons an, die zu dieser Zeit noch komplett unbekannt waren.
Das änderte sich 1963 schlagartig mit der Hit-Single Sherry; auch dieser Song stammt aus Gaudios Feder. Zusammen mit Bob Crewe, dem Produzenten der Four Seasons, schrieb er in den 1960er Jahren eine Reihe von Hits für die Band, darunter Big Girls Don’t Cry, Walk Like a Man, Ronnie, Rag Doll, Save It for Me, Let's Hang On und Working My Way back to You. Viele ihrer Kompositionen wurden später erfolgreich von anderen Interpreten gecovert, so Silence Is Golden von den Tremeloes, The Sun Ain’t Gonna Shine (Anymore) von den Walker Brothers und Bye Bye Baby (Baby, Goodbye) von den Bay City Rollers. 1967 komponierten Gaudio und Crewe Can’t Take My Eyes Off You, der ein Soloerfolg für Frankie Valli, den Leadsänger der Four Seasons, wurde.
1968 wurde Crewe dann gefeuert, worauf Gaudio Produzent der Four Seasons wurde. Er begann seine Songs nun zusammen mit Jake Holmes zu schreiben, woraus das Psychedelic-Konzeptalbum The Genuine Imitation Life Gazette hervorging. Damit endete dann der kommerzielle Erfolg der Four Seasons. Gaudio begann sich nun mehr auf das Produzieren und Komponieren zu konzentrieren. So arbeitete er Anfang der 1970er Jahre unter anderem mit Frank und Nancy Sinatra, Diana Ross und Marvin Gaye zusammen. 1974 hörte er auf öffentlich aufzutreten, arbeitete jedoch weiterhin mit den Four Seasons zusammen. 1975 schrieb er für die Band dann Who Loves You, das zum Hit wurde und ein Comeback der Band einleitete. Den Folgehit 1963 (Oh What a Night) schrieb er zusammen mit seiner zukünftigen Ehefrau Judy Parker.
Später produzierte Gaudio dann Alben von Michael Jackson, Barbra Streisand und Neil Diamond. 1984 gründete er zusammen mit Frankie Valli das Plattenlabel FBI Records.
Im Jahr 2005 schrieben Gaudio (Musik) und Crewe (Texte) zusammen das Musical Jersey Boys, das sich der Geschichte der The Four Seasons widmet. Es lief erfolgreich am Broadway und im Rahmen einer US-Tour sowie später in London, Las Vegas, Chicago, Toronto, Melbourne und Singapur. Das Stück wurde unter anderem bei den Tony Awards 2006 mit vier Preisen ausgezeichnet, darunter dem für das Beste Musical. 2013 folgte die Verfilmung des gleichnamigen Films unter der Regie von Clint Eastwood, in der Gaudio von Erich Bergen verkörpert wird.
Er ist Mitglied der Songwriters Hall of Fame und der Rock and Roll Hall of Fame als Mitglied der Four Seasons.